# Limonium gibertii
Limonium gibertii är en triftväxtart som först beskrevs av fader Sennen, och fick sitt nu gällande namn av fader Sennen. Limonium gibertii ingår i släktet rispar, och familjen triftväxter. Inga underarter finns listade i Catalogue of Life.